# Physetopoda oratoria
Physetopoda oratoria (лат.) — вид ос-немок рода Physetopoda из подсемейства Mutillinae.

## Распространение
Россия (Восточная Сибирь, Забайкалье, Дальний Восток), Монголия.

## Описание
Мелкие пушистые осы (около 1 см: самки от 3,5 до 6 мм, самцы от 6 до 10 мм). От близких видов отличается чёрными усиками самцов и округлыми боками второго тергита самок. Жвалы самцов сужаются к вершине. Клипеус как правило с двумя зубцами. Бока среднегруди вогнутые. Глаза неопушенные, почковидные (с вырезом у внутреннего края). У самок бугорок щитика длинный. У самцов 13-члениковые усики, у самок — 12-члениковые. Паразитоиды жалящих перепончатокрылых.